# Sinfonia concertante (Prokofjev)
Sergej Prokofjev schreef zijn Sinfonia Concertante (Symfonieconcert in e mineur, opus 125) tussen 1934 en 1952. Het werk is geschreven voor cello en orkest.
Het werk bestaat uit drie delen:
1. Andante
2. Allegro giusto
3. Andante con moto - Allegro

## Geschiedenis
Prokofjev begon met het schrijven van zijn Celloconcert, opus 58 in het jaar 1934. In het jaar 1938 was Prokofjev klaar met het componeren van het celloconcert. Dit celloconcert ging in première op 26 november 1938 in Moskou. Solist was Lucian Berezovski begeleid door het Russisch Staatssymfonieorkest. De meesterpianist Sviatoslav Richter was dirigent. Richter had problemen met het celloconcert, hij "begreep" het niet. De première werd een mislukking. Prokofjev liet het werk voor wat het was. Gelukkig werd de mislukking overschaduwd door het grootse succes van zijn filmmuziek bij Sergej Eisensteins werk Aleksander Nevski (zie ook Aleksander Nevski (Prokofjev).
In het jaar 1947 beluisterde Prokofjev een uitvoering van de toen 22-jarige cellist Mstislav Rostropovitsj voor cello en piano van zijn celloconcert, opus 58 in de Kleine Zaal van het Conservatorium van Moskou. Prokofjev was zeer onder de indruk van de opvoering en beloofde Rostropovitsj het celloconcert te herzien. Eerst zou Prokofjev nog een Cellosonate schrijven voor Rostropovitsj. Een paar jaar later gingen Prokofjev en Rostropovitsj in de datsja van Prokofjev in Nikolina Gora aan de slag met het herschrijven van het concert. Nu kreeg het opusnummer 125 de titel Tweede Celloconcert mee. Hierna gingen de twee nog verder met herschrijven. In 1952 was het werk voltooid en kreeg het de naam Sinfonia Concertante mee. Rostropovitsj speelde op de première op 18 februari 1952.

## Het werk
Het werk combineert twee elementen die kenmerkend voor Prokofjev's muziek zijn: dissonantie en meer lyrische passages. De cello is gelijk aanwezig in het concert met een zware mars, die contrasteert met een jachtige hoge passage uit de technisch zeer veeleisende finale die aangekondigd wordt door de trompet. Dmitri Sjostakovitsj liet zich inspireren door het Sinfonia Concertante en schreef hierna zijn Celloconcert in Es-majeur.